# 中英續訂藏印條約
《中英續訂藏印條約》（英語：Convention Between Great Britain and China Respecting Tibet，又稱《中英新訂藏印條約》），是中國清朝政府與英國簽訂的有关西藏事务的條約，為此前《中英藏印條約》等條約的改訂條約。《中英續訂藏印條約》于1906年（清光绪三十二年）4月27日在中國首都北京簽訂，7月23日在英國伦敦交换批准。條約本原存於中華民國外交部，現存於臺北外雙溪國立故宮博物院保存。

## 背景
1904年（光緒三十年）英國侵略西藏 ，第十三世達賴喇嘛逃往蒙古，英軍與三大寺寺长罗生戛尔曾等人簽定了《拉薩條約》。對此清政府不予承认，英國於是与中國進行谈判。
1905年2月，中英双方在印度加尔各答举行谈判。清政府代表為外务部右侍郎唐绍仪，英国代表为英印政府外事大臣费礼夏。由於中方代表唐绍仪在谈判中坚持英国必须承认中国对西藏的主权，而英方代表認為中国对西藏只有宗主权，雙方無法達成共識。唐绍仪遂提出中止谈判，並返回中國。9月，参赞张荫棠代替唐绍仪继任全权大臣继续谈判，仍无进展。直至1906年（光绪三十二年）4月，中英在北京重开谈判。在此期間，由於英國的總理與內閣易人，遂有所讓步。27日，中方代表唐绍仪与英国驻华公使萨道义正式签订了《中英续订藏印条约》。英国同意不占并藏境及不干涉西藏一切政治，而中国在不准他国干涉藏境的同时可一如既往治理西藏内政。

## 條約內容
正約共六款，主要內容有：
1. 英国允不占并藏境及不干涉西藏一切政治。中国应允不准他外国干涉藏境及其一切内治。
2. 作為附約的《拉萨条约》第九款内之第四节所声明各项权利，不许除中国之外任何他国国家及他国人民享受。只有与中国商定好的该约第二款指明之各商埠，英国应得设电线通报印度境内之利益。
3. 所有光绪十六年（1890年）、十九年（1893年）中国与英国所定两次藏印条约，其所载各款，如与本约及附约无违背者，概应切实施行。